# 萱野孝幸
萱野 孝幸（かやの たかゆき、1990年9月19日）は、日本の映画監督・脚本家。

## 概要
大分県出身・福岡県在住。2009年度九州大学入学。九州大学芸術工学部卒業。
『夜を越える旅』（2022）がSKIPシティ国際Dシネマ映画祭2021で「優秀作品賞」と「観客賞」をダブル受賞、東京国際映画祭にて上映された。
アジアフォーカス福岡国際映画祭では、監督作を特集した「萱野孝幸コレクション」が上映。
堤幸彦監督、本広克行監督、佐藤祐市監督を中心としたプロジェクト「SUPER SAPIENSS」にて脚本を担当。

## 作品

### 映画
- 『断捨離パラダイス』（2023年）
- 『夜を越える旅』（2022年）
- 『電気海月のインシデント』（2019年）
- 『カランデイバ』（2018年）

### 脚本
- 「SUPER SAPIENSS」（2022年〜）

## 受賞歴
- SKIPシティ国際Dシネマ映画祭2021 国内コンペティション最優秀作品賞、観客賞（『夜を越える旅』）